# A három lovag (film)
A három lovag (eredeti cím: The Three Caballeros) 1944-ben bemutatott amerikai rajzfilm, amely a 7. Disney-film. Az animációs játékfilm rendezője Norman Ferguson, a producere Walt Disney. A zenéjét Edward Plumb, Paul Smith és Charles Wolcott szerezte. A mozifilm a Walt Disney Productions gyártásában készült, az RKO Pictures forgalmazásában jelent meg. Műfaja: zenés fantasy filmvígjáték.
Mexikóban 1944. december 21-én, Amerikai Egyesült Államok 1945. február 3-án mutatták be a mozikban.

## Szereplők
| Élőszereplő         | Színész                   |
| ------------------- | ------------------------- |
| Jaja, a Brazil lány | Aurora Miranda            |
| Mexikói lányok      | Carmen Molina Dora Luz    |
| önmaguk             | Trío Ascensio del Rio     |
| önmaguk             | Padua Hills Players       |
| Firkaszereplő       | Hang                      |
| Holloway professzor | Sterling Holloway         |
| Donald kacsa        | Clarence Nash             |
| José Carioca        | José Oliveira             |
| Panchito            | Joaquin Garay             |
| Öreg Gaucho         | Leo Carrillo              |
| Aracuai madár       | Pinto Colvig              |
| Mesélők             | Frank Graham Fred Shields |

## Betétdalok
| Dal                            | Előadó                                    |
| ------------------------------ | ----------------------------------------- |
| The Three Caballeros (főcím)   | The Mellomen                              |
| Aracuai madár dala (rövid dal) | Pinto Colvig                              |
| Baía                           | Carlos Ramírez                            |
| Have you been to Baía          | José Oliveira Clarence Nash               |
| The Three Caballeros           | Clarence Nash José Oliveira Joaquin Garay |
| Os quindins de yayá            | Aurora Miranda Trío Ascensio del Rio      |
| Mexico                         | Carlos Ramírez                            |
| El lilongo                     | Padua Hills Players                       |
| You belong to my heart         | Dora Luz                                  |